# Manon Lescaut (Puccini)
A Manon Lescaut [maˈnɔ̃ lɛsˈko] Puccini négyfelvonásos operája. A szövegkönyvet Antoine François Prévost d’Exiles abbé regénye alapján Marco Praga, Domenico Oliva, Luigi Illica, Giuseppe Giacosa, Giulio Ricordi, Ruggero Leoncavallo és a zeneszerző írták (Bókay János: Bohémek és pillangók című Puccini-életregény alapján).
A mű 1891–92-ben keletkezett. A bemutatót, nagy sikerrel 1893. február elsején, a torinói Teatro Regióban (Királyi színház) tartották.

## Szereplők
| Szerep                                                                              | hangtípus     | Premiere, 1893. február 1. (Karmester: Alessandro Pomè) |
| ----------------------------------------------------------------------------------- | ------------- | ------------------------------------------------------- |
| Manon Lescaut                                                                       | szoprán       | Cesira Ferrani                                          |
| Lescaut hadnagy, Manon bátyja                                                       | bariton       | Achille Moro                                            |
| Des Grieux lovag                                                                    | tenor         | Giuseppe Cremonini                                      |
| Geronte de Revoir, királyi adóbérlő                                                 | basszus       | Alessandro Polonini                                     |
| Edmondo, diák                                                                       | tenor         | Roberto Ramini                                          |
| Kocsmáros                                                                           | basszus       | Augusto Castagnoli                                      |
| Énekes                                                                              | mezzoszoprán  | Elvira Ceresoli                                         |
| Táncmester                                                                          | tenor         | Roberto Ramini                                          |
| Lámpagyújtogató                                                                     | tenor         | Roberto Ramini                                          |
| Őrmester                                                                            | basszus       | Ferdin. Cattadori                                       |
| Hajóskapitány                                                                       | basszus       |                                                         |
| Fodrász                                                                             | néma szereplő | Augusto Ghinghini                                       |
| Énekesek, diákok, lányok, polgárok, vendégek, kikötőmunkások, nép (közepes létszám) |               |                                                         |

## Szöveg és zene
A. F. Prévost abbé (1697–1763) szerelmi regényében bírálta a korabeli „gáláns” Franciaország társadalmi viszonyait. Az operában ez a kritika kevésbé hangsúlyos, a cselekmény inkább a három főszereplő életének egy-egy kiragadott epizódját mutatja be. A librettón maga Puccini is sokat dolgozott, feltehetően azért is, hogy a történet ne kövesse mindenben Massenet hasonló című operáját.
A Manon Lescaut-ban számos olyan tématöredékkel találkozhatunk, amelyeket Puccini későbbi operáiban – a Toscában és a Pillangókisasszonyban – viszonthallhatunk. Ebben a darabban bontakozott ki a mester művészetének két jellemvonása: a dallambőség és a zenekari színhatások iránti érzék. Az apró dallamtöredékek mellett jelentkeznek a későbbi művekre jellemző széles melódiaívek.

## A cselekmény
Helyszín: Franciaország és Észak-Amerika a 18. század elején
Játékidő: 2 és ¼ óra

### I. felvonás
helyszín: tér egy fogadó előtt
Amiens határában egy fogadó előtt mulat a város. Megérkezik a postakocsi, és kiszáll belőle Géronte, Manon és annak őrmester bátyja. Az őrmesternek egy zárdába kell kísérnie a húgát, Grieux lovag azonban első pillantásra szerelmes lesz a lányba. Amíg Lescaut némi pénzért eladja a húgát az öreg adóbérlőnek, a lovag – diáktársai segítségével – megszökteti a lányt.

### II. felvonás

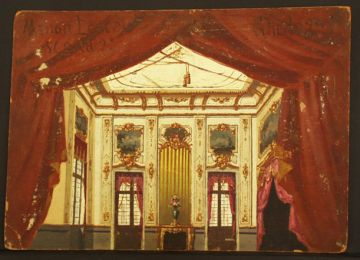
Ugo Gheduzzi díszletterve az ősbemutató II. felvonásához

helyszín: előkelő szalon Géronte házában
Manon nem bírta sokáig a nélkülözést a lovag oldalán, ezért testvére tanácsára megszökött szerelmétől, és a gazdag öregurat választotta. Géronte házában nagyvilági dáma lett, ám régi szerelméről álmodozik. Lescaut meghívására De Grieux felkeresi Manont, aki önfeledten borul annak karjai közé. Az idilli pillanatot Géronte színre lépése zavarja meg, aki szemrehányást tesz a lánynak, amiért nem becsüli az ő érzéseit, noha annyi ajándékkal halmozta el. Válaszként Manon gúnyosan tartja kézitükrét az öreg gavallér elé. Géronte bosszút esküszik, majd elrohan. Rövidesen őrcsapat ront be a szobába, és elhurcolják a lányt. Börtön, majd száműzetés vár rá.

### III. felvonás

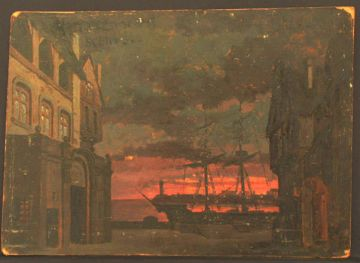
Ugo Gheduzzi díszletterve az ősbemutató III. felvonásához

helyszín: tér a börtön előtt, Le Havre kikötőjében
Le Havre kikötőjében, a börtön előtt várja Lescaut és Des Grieux a hajnalt. Sikerült megvesztegetniük egy őrt, így reménykednek Manon kiszabadításában. A szöktetés viszont meghiúsul. Zűrzavar kerekedik, a nép az utcára tódul, a katonaság igyekszik csillapítani a kedélyeket. Az őrmester egyenként szólítja a hajóra felszálló elítélteket, köztük Manont. Des Grieux megpróbálja áttörni a katonák sorfalát, hogy kiszabadítsa szerelmét, de a rá meredő puskacsövek útját állják. Könyörög a hajó parancsnokának, hadd szállhasson fel ő is a hajóra, az végül megszánja és engedélyezi, hogy kövesse szerelmét a száműzetésbe.

### IV. felvonás
helyszín: sivatag New Orleans közelében
New Orleans sivatagában Manon és Des Grieux kimerülten vonszolják magukat. A lovag elmegy vizet keresni, de eredménytelenül tér vissza. A lány nem bírja tovább a szenvedést és Des Grieux karjai közt meghal.